# Shiranami Stadium
Das Shiranami Stadium (jap. 白波スタジアム), auch bekannt als Kagoshima Kamoike Stadium, ist ein Fußballstadion mit Leichtathletikanlage in der japanischen Stadt Kagoshima der gleichnamigen Präfektur. Es ist die Heimspielstätte des Zweitligisten Kagoshima United FC. Die 1972 eröffnete Anlage hat ein Fassungsvermögen von 19.934 Zuschauern.
Am 1. April 2018 wurde die Brauerei Satsuma Sake Brewery Namenssponsor der Sportstätte und trägt gegenwärtig den Namen Shiranami Stadium.

## Galerie

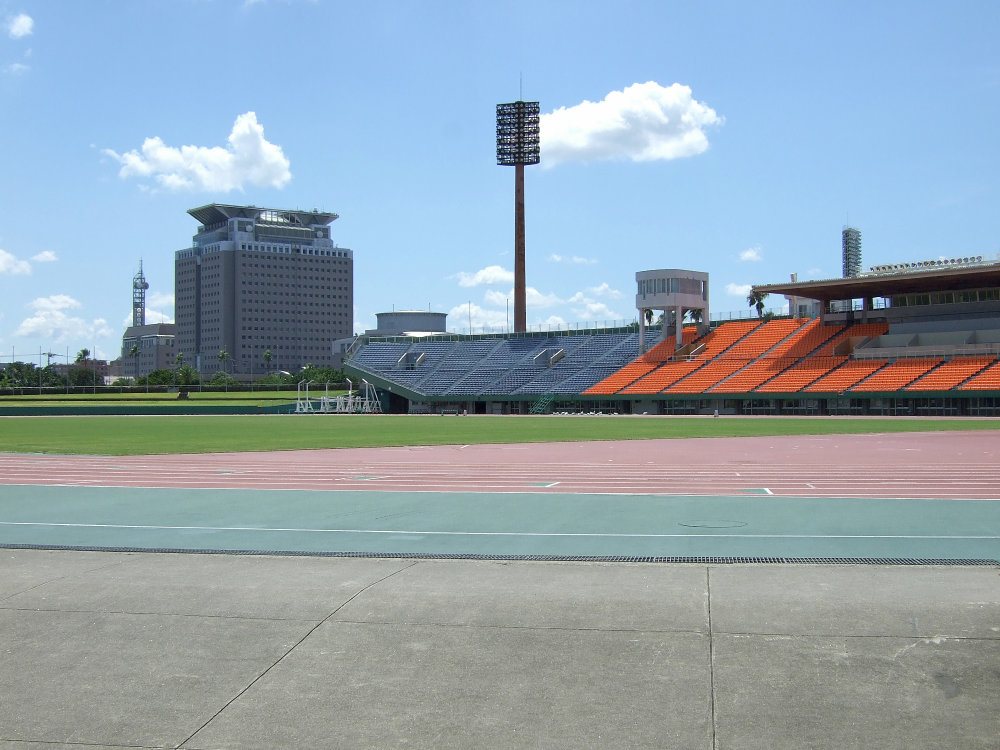
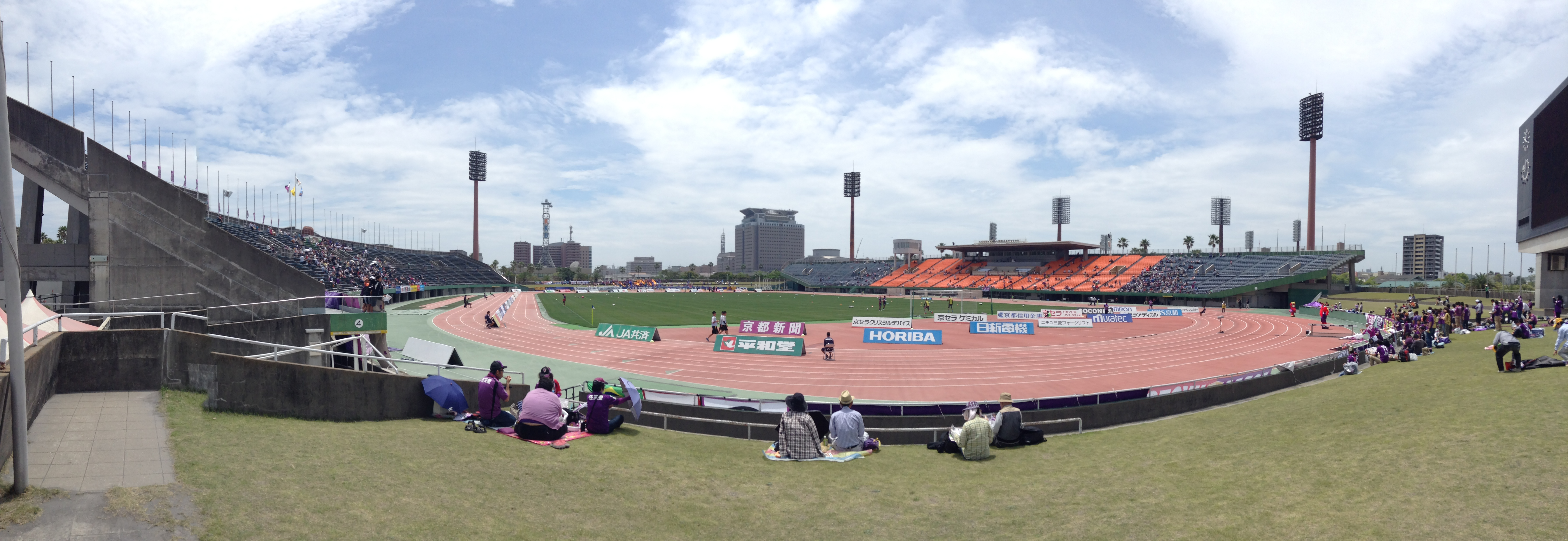
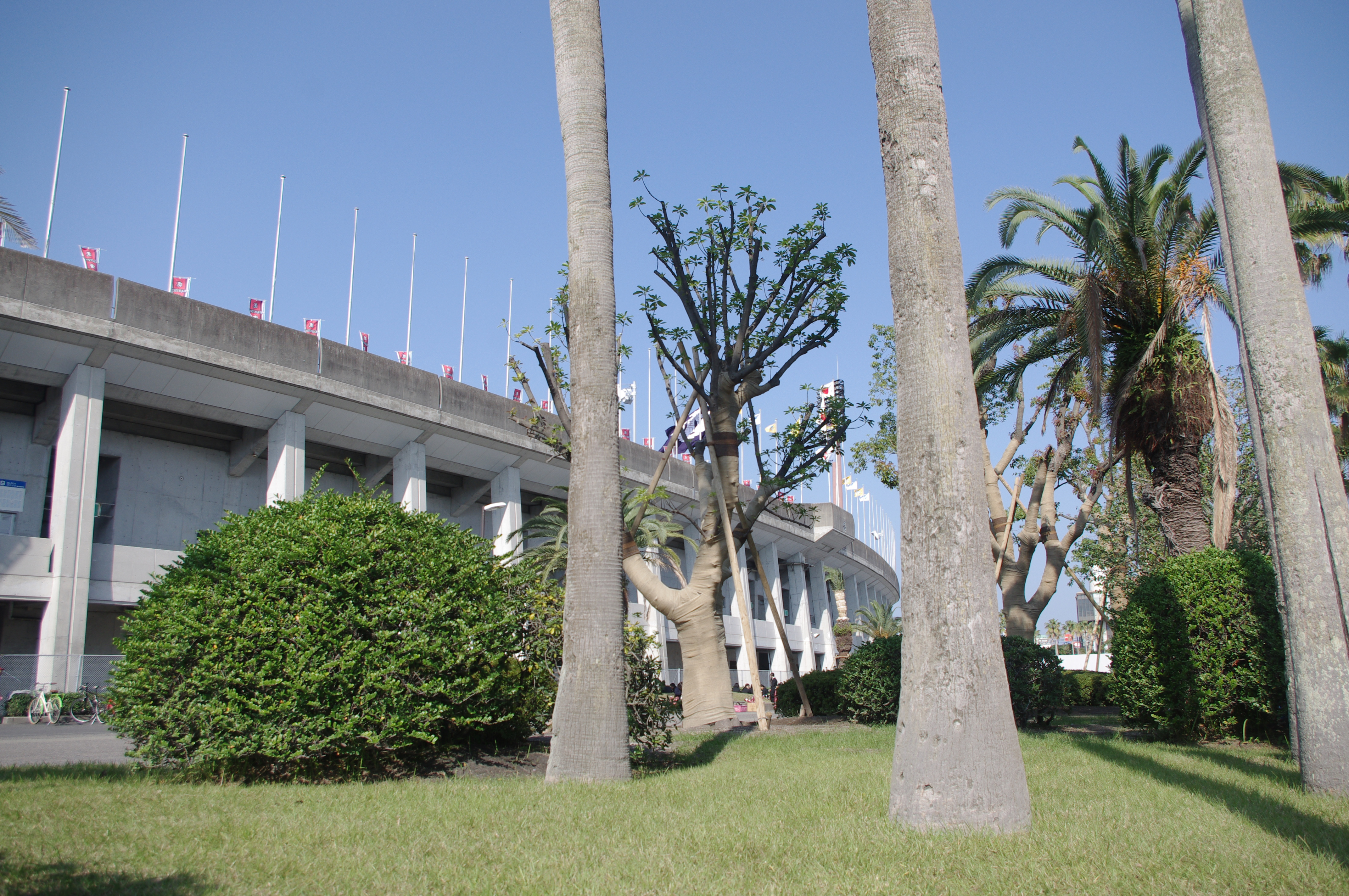
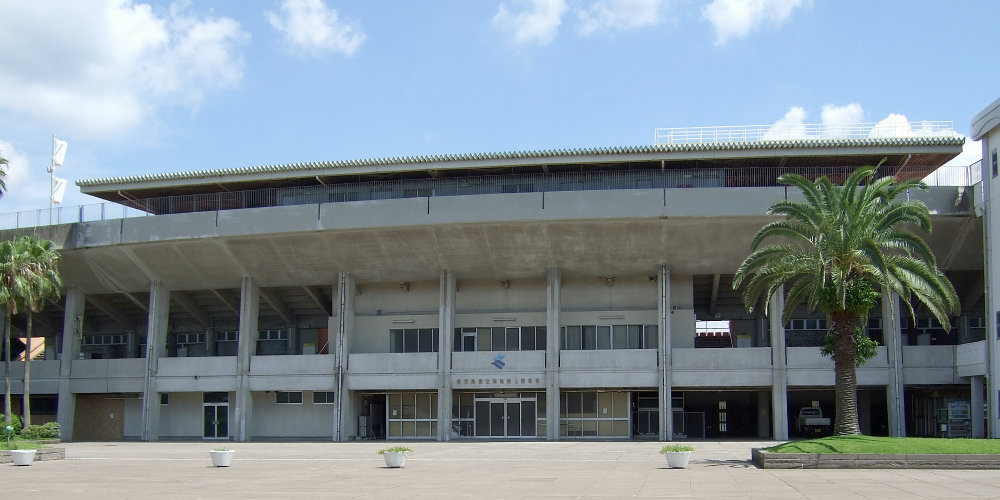